# Mads Frøkjær-Jensen
Mads Frøkjær-Jensen (Copenaghen, 29 luglio 1999) è un calciatore danese, centrocampista del Preston N.E.

## Caratteristiche tecniche
È un centrocampista centrale.

## Carriera

### Club
Cresciuto nel settore giovanile dell'Odense, ha esordito in prima squadra il 14 aprile 2019 disputando l'incontro di Superligaen perso 2-0 contro il Midtjylland.

### Nazionale
Nel 2020 ha giocato una partita con la nazionale danese Under-21.